# Marlene Maridjan
Almarhuma Ibu Marlene (Marlene) Maridjan (28 september 1943 – 29 november 2020) was een Surinaams zangeres. Ze zong in het Javaans en Sranantongo. Tot haar bekendste nummers behoren Sranan merengue en Mie swieti lobi.

## Biografie
Toen de Javaanse organisatie Tri Djokko Muljo in 1972 voor de eerste keer het jaarlijkse pop-Jawa-festival organiseerde, wist Marlene Maridjan dit op haar naam te schrijven. Zij zong toen Kembang melati (jasmijnbloem) dat geschreven was door Herman Dijo. In die jaren was er veel belangstelling voor de pop-Jawa onder de Javaanse Surinamers, onder invloed van deze stijl in Indonesië zelf, en groeide Maridjan uit tot een van de bekendste Surinaamse pop-Jawa-musici.
Ze stond op het podium met jongere bekende zangers, als Ragmad Amatstam en Eddy Assan. Met Assan zong ze samen in Astaria Combo. Haar man Sipon Karijosemito was in die tijd de manager van het combo. Met de pop-Jawa-band T-Group '75 bracht ze de elpee Manisku uit. Ze vertolkte in haar beginjaren teksten van Jerry Themen en bracht haar singles uit via het label Disco Amigo.
Ze bracht ook muziek uit in andere genres, waaronder levensliederen en muziek met Caribische invloeden. Andere artiesten vertolkten haar liedjes ook en ze was bekend onder alle Surinaamse bevolkingsgroepen. Ze wordt herinnerd om Javaanstalige liedjes als Kembang melati, Lali marang sing kepungkur, Sipate wong urip en Suriname en brak in 1978 door in het Sranantongo, zoals met Sranan merengue en Mie swieti lobi die in de loop van de decennia uitgroeiden tot haar meest beluisterde nummers. Een ander bekend nummer is Tante Lien(tje), waarin ze in beide talen zong, wat op dat moment nog pionierswerk was. Al met al bracht ze negen singles, een maxisingle, drie elpees en een cd uit.
Op een gegeven moment emigreerde ze net als veel andere Surinaamse artiesten naar Nederland. In 2016 eerde de organisatie Bangsa Jawa uit Amsterdam haar met een tribuutconcert, onder de naam Once in a Lifetime. Dezelfde eer viel haar later te beurt in Indra Maju in Paramaribo. In de vroege ochtend van 29 november 2020 overleed ze in haar slaap. Ze is 77 jaar oud geworden.